# Virginische Hopfenbuche
Die Virginische Hopfenbuche, Amerikanische Hopfenbuche, auch Hopfenhausche (Ostrya virginiana) ist eine Pflanzenart aus der Gattung Hopfenbuchen (Ostrya) in der Unterfamilie der Haselnussgewächse (Coryloideae) innerhalb der Familie der Birkengewächse (Betulaceae).

## Beschreibung

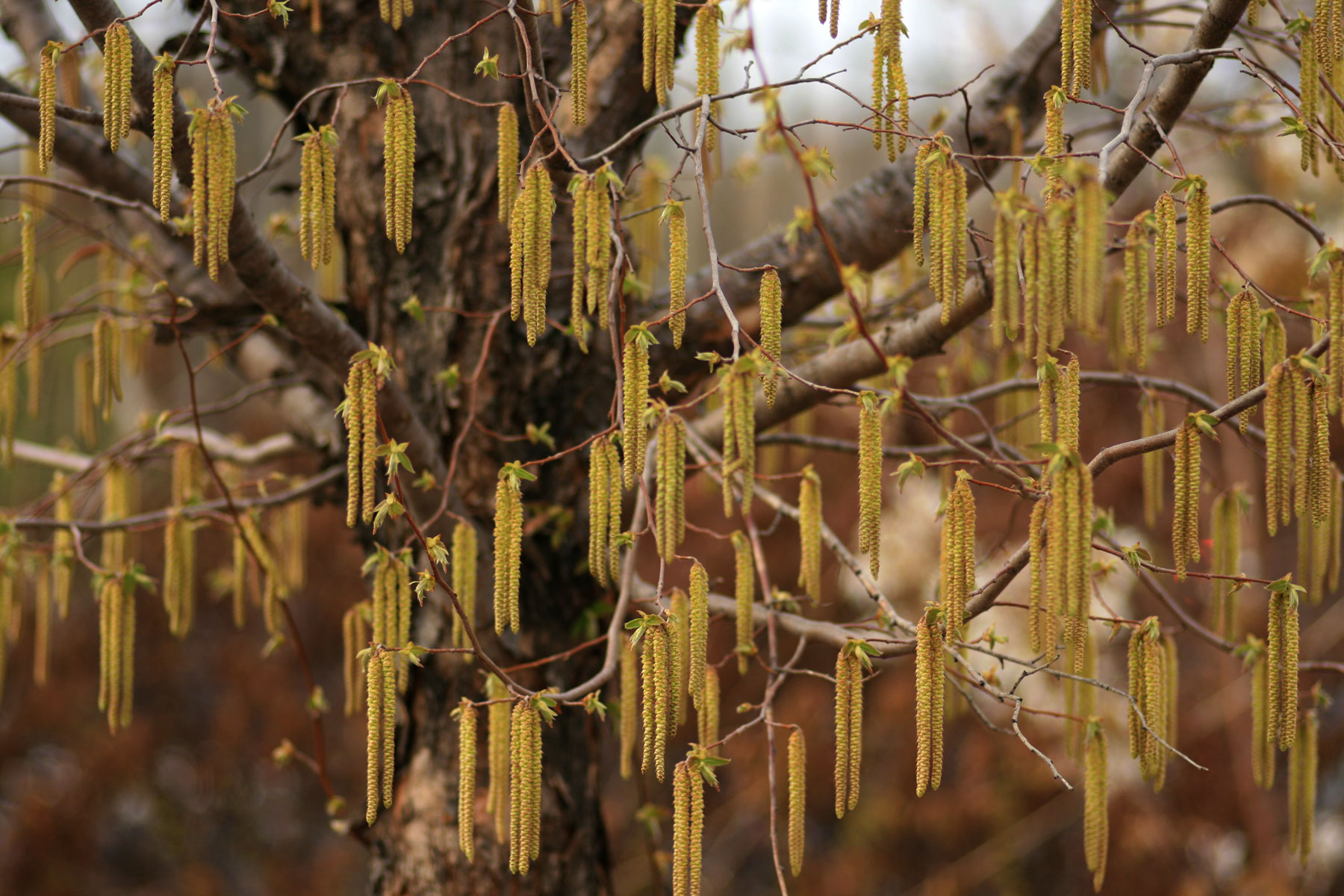
Männliche Kätzchen

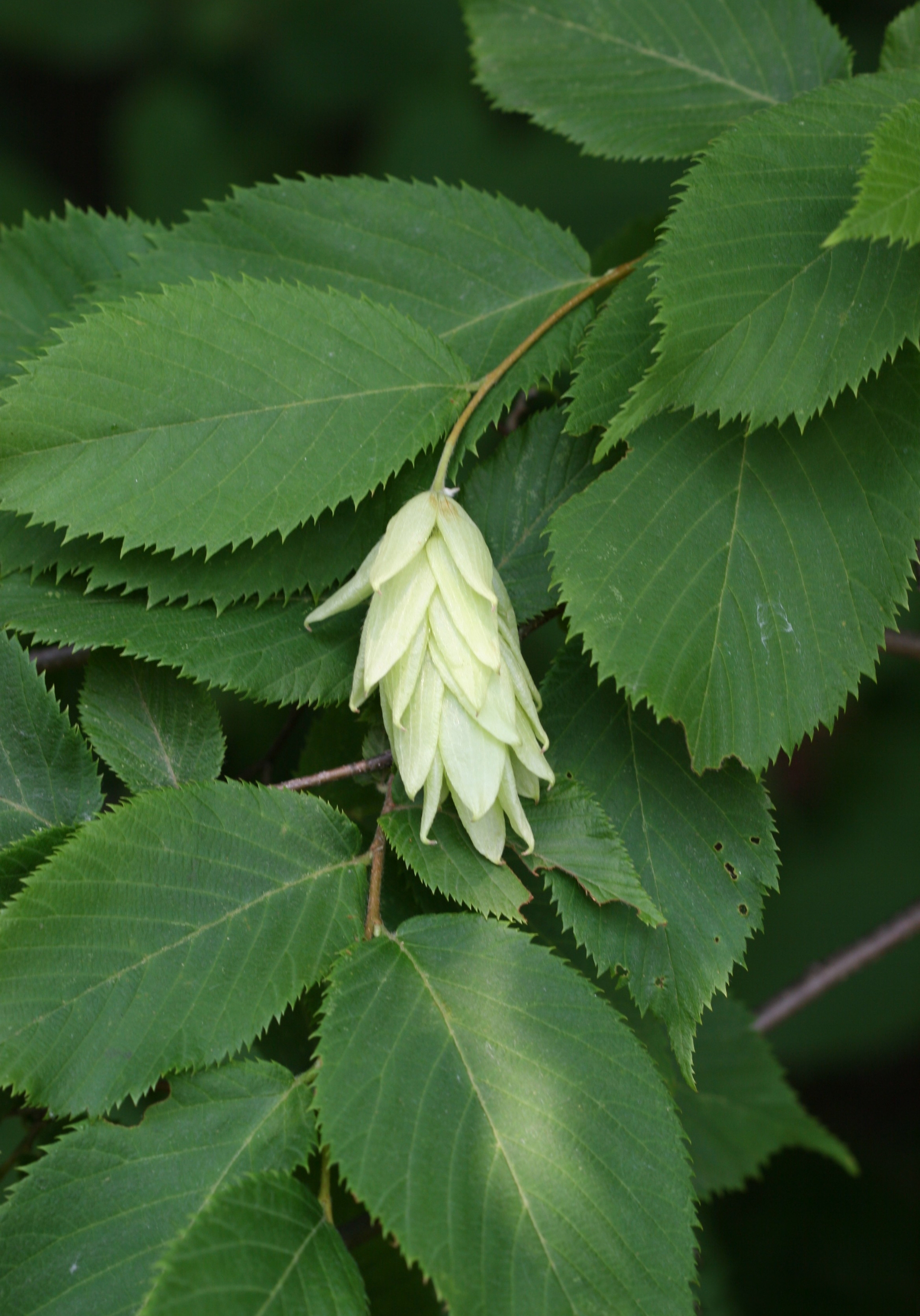
Blätter und unreifer Fruchtstand

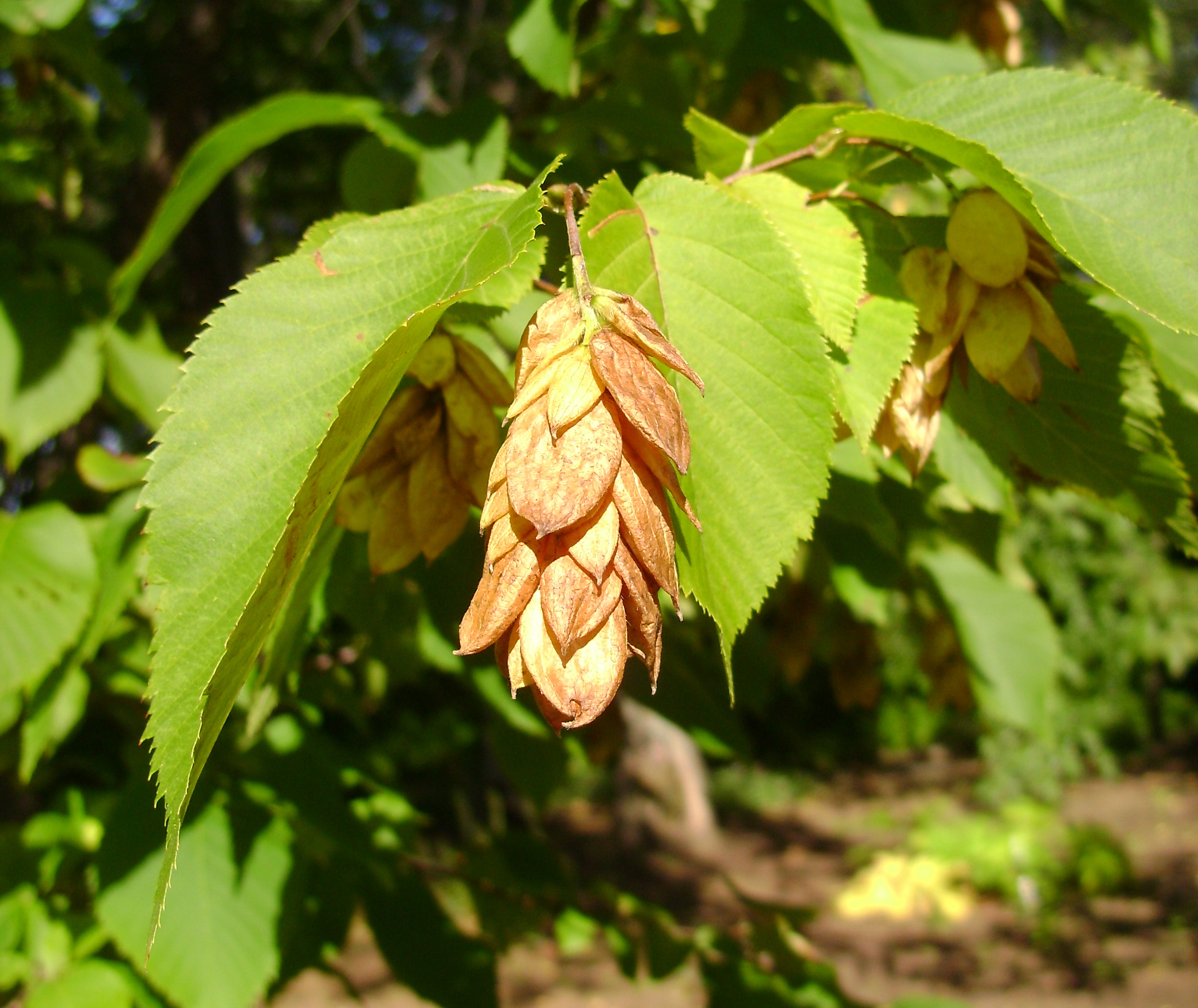
Reifer Fruchtstand

### Vegetative Merkmale
Die Virginische Hopfenbuche ist ein laubabwerfender Baum, der Wuchshöhen von bis über 12 Meter, selten bis über 20 Metern erreicht. Er ist kurzstämmig mit offener oder schmal bis breit rundlicher Baumkrone. Der Stammdurchmesser erreicht über 50 Zentimeter, selten bis über 90 Zentimeter. Die Borke ist grau-braun und rissig bis abblättern oder schuppig. Die Rinde der lang abstehenden und am oberen Ende überhängenden Zweige sind spärlich bis dicht samtig behaart.
Die wechselständig an den Zweigen angeordneten Laubblätter sind in Blattstiel und -spreite gegliedert. Der Blattstiel ist 4 bis 8 Millimeter lang, behaart bis kahl, jedoch nicht drüsig behaart. Die einfache Blattspreite ist bei einer Länge von meist 8 bis 10 (5 bis 13) Zentimetern sowie einer Breite von 4 bis 5 manchmal bis zu 6 Zentimetern eiförmig bis elliptisch mit spitzem bis zugespitztem oberen Ende, mit gerundeter bis leicht herzförmiger oder spitzer Basis und unregelmäßig doppelt gesägtem Blattrand. Es werden neun bis zwölf Nervenpaare gebildet. Beide Blattseiten sind weich behaart. Die Blattoberseite ist dunkel-grün, die -unterseite ist heller und besonders entlang den Hauptadern dichter behaart. Bei dieser Art kommt Marzeszenz bei den Blättern vor.

### Generative Merkmale
Die Virginische Hopfenbuche ist einhäusig getrenntgeschlechtig (monözisch). Die männlichen Blütenstände sind 2 bis 5 Zentimeter lange Kätzchen meist einzeln oder bis vier zusammen, die weiblichen Blütenstände sind einzeln stehende, 0,8 bis 1,5 Zentimeter lange, etwa 2 Zentimeter lang gestielte, Kätzchen mit 10 bis 30 Blüten.
Die zapfen-, hopfenähnlichen Fruchtstände, daher der Trivialname, sind 3,5 bis 6,5 Zentimeter lang und haben Durchmesser von 2,0 bis 2,5 Zentimeter. Sie bestehen aus mehreren einzelnen, elliptisch bis eiförmigen, stachelspitzigen, flachen Deckblättern, welche 1,0 bis 1,8 Zentimeter lang und 0,8 bis 1,0 Zentimeter breit sind. Die Deckblätter sind anfangs hellgrün, später hellbraun und trocken, papierartig, sie umhüllen sackartig, flügelig (Flügelfrucht, Pterometeorochorie) jeweils eine etwa 7 Millimeter lange und etwa 4 Millimeter breite, anfänglich gelblich-grüne, später braune, eiförmige Nuss. Die Schale besitzt ein papieriges Tegmen (Innenseite der Samenschale oder Testa).
Die Virginische Hopfenbuche blüht im Spätfrühling von April bis Mai. Die Mannbarkeit liegt bei 25 Jahren.
Die Chromosomenzahl beträgt 2n = 16.

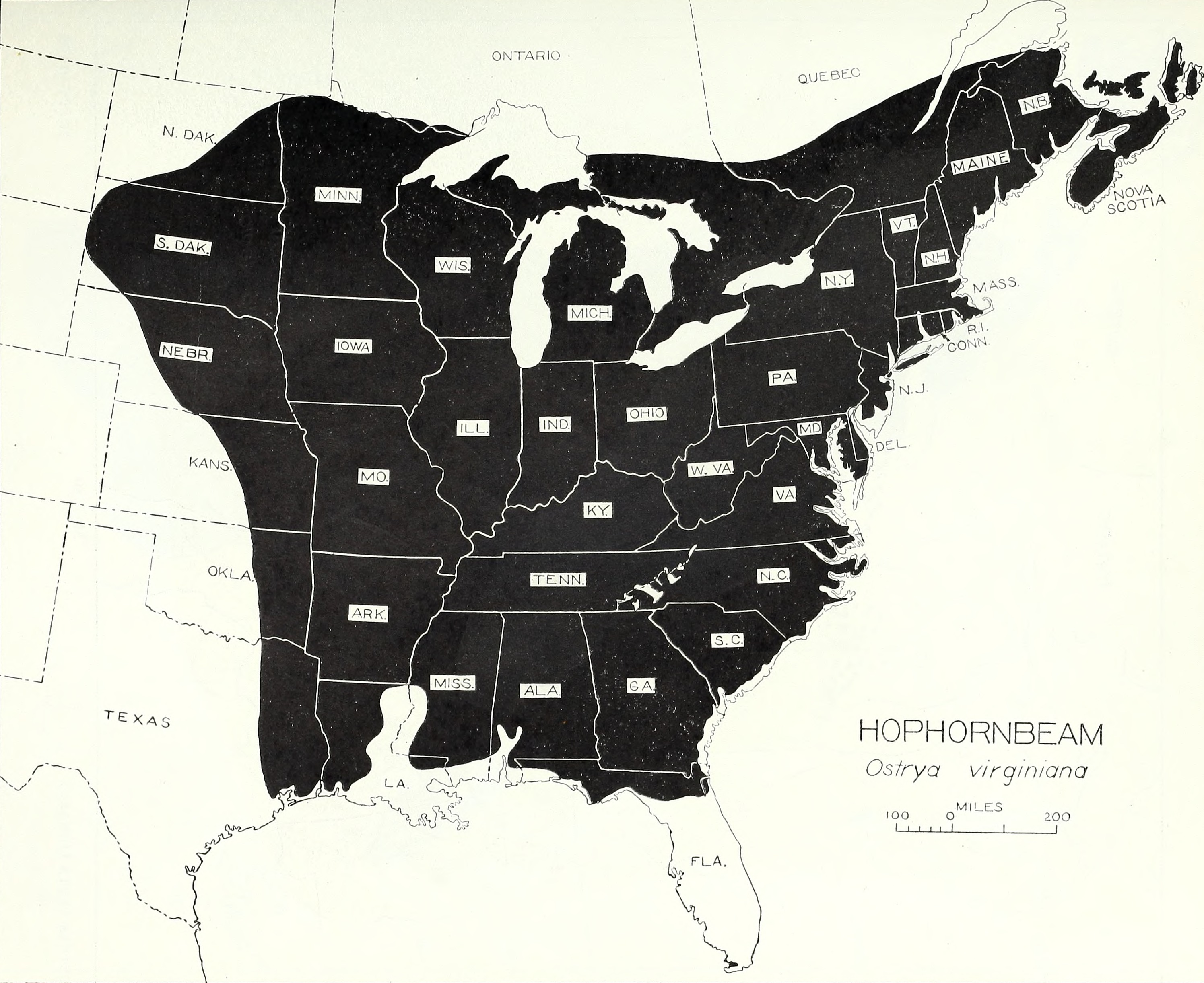
Verbreitungsgebiet (1938)

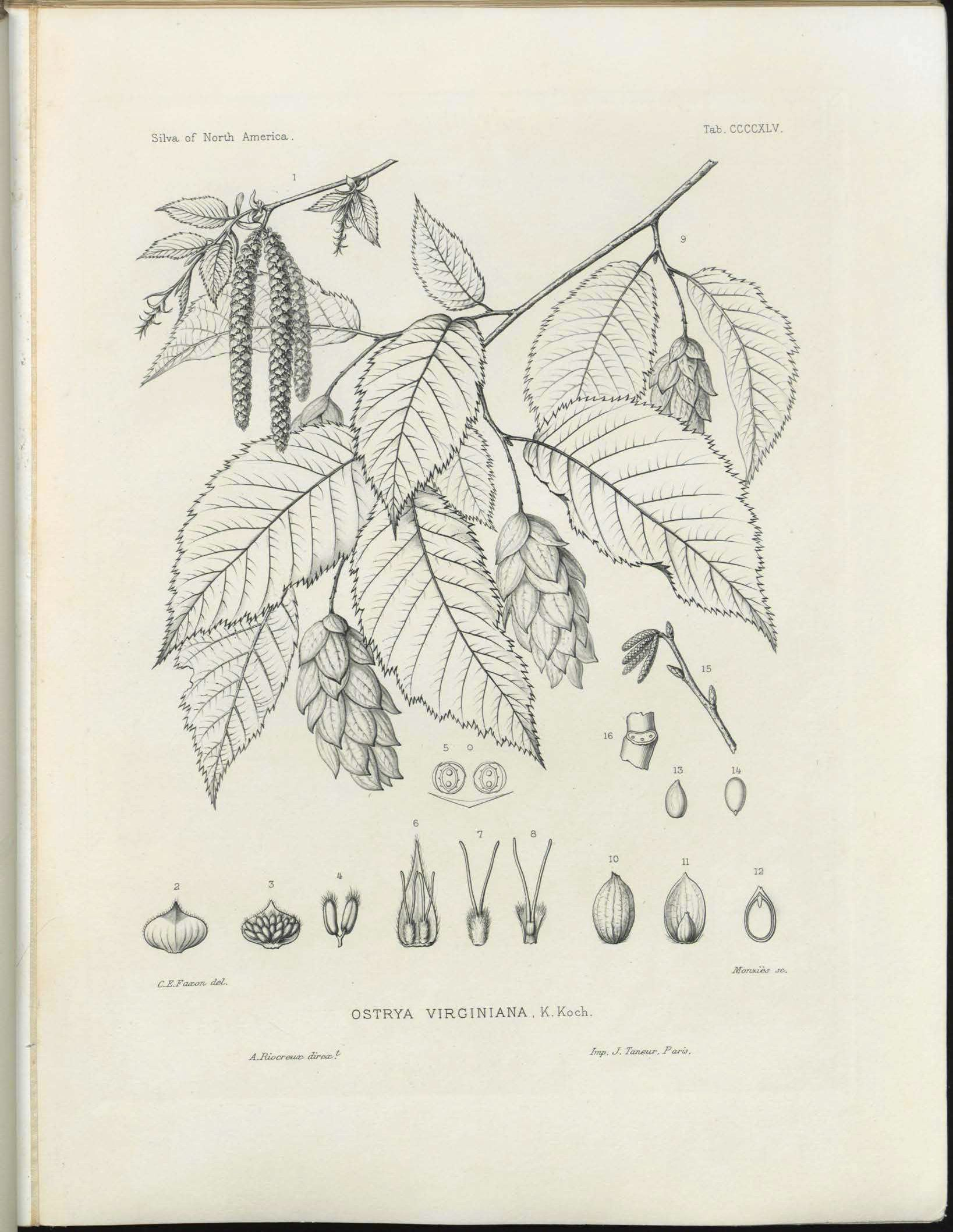
Illustration aus Silva of North America, Volume IX: Cupuliferae - salicacae, 1896, S. 48

## Vorkommen
Das natürliche Verbreitungsgebiet von Ostrya virginiana liegt im Osten Kanadas, im Osten und der Mitte der Vereinigten Staaten und reicht bis Mexiko, El Salvador, Guatemala und Honduras.
Die Virginische Hopfenbuche wächst in Hügellandschaften, auf trockenen Berghängen und Bergrücken, manchmal auch auf gut entwässerten Überschwemmungsgebieten in Höhenlagen von bis zu 1350 Metern meist auf mäßig trockenen bis frischen, schwach sauren bis alkalischen, sandig-lehmigen bis lehmigen, nährstoffreichen Böden an sonnigen bis schattigen Standorten. Diese Art ist wärmeliebend und meist frosthart. Man findet sie häufig vergesellschaftet mit der Amerikanischen Weiß-Eiche (Quercus alba), dem Zucker-Ahorn (Acer saccharum) und  der Amerikanischen Buche (Fagus grandifolia).

## Systematik
Diese Art wurde 1768 durch Philip Miller als Carpinus virginiana (Basionym) in Gardeners Dictionary, Edition 8, No. 4 erstmals wissenschaftlich beschrieben und der Gattung (Carpinus) zugeordnet. Karl Heinrich Koch stellte diese Art 1873 in Dendrologie. Bäume, Sträucher und Halbsträucher, welche in Mittel- und Nord-Europa im Freien kultivirt werden Band 2, Teil 2, S. 6 in die Gattung der Hopfenbuchen (Ostrya). Das Artepitheton virginiana verweist auf das Verbreitungsgebiet in Virginia.
Je nach Autor gibt es keine oder etwa zwei Unterarten:
- Ostrya virginiana subsp. guatemalensis (H.J.P.Winkl.) A.E.Murray (Syn.: Ostrya guatemalensis (H.J.P.Winkl.) Rose, Ostrya italica var. guatemalensis H.J.P.Winkl., Ostrya virginiana var. guatemalensis (H.J.P.Winkl.) J.F.Macbr., Ostrya mexicana Rose): Sie kommt von Mexiko bis Honduras vor.[10]
- Ostrya virginiana (Mill.) K.Koch subsp. virginiana: Sie kommt im zentralen und östlichen Kanada und von den zentralen und östlichen US-Bundesstaaten bis Wyoming vor.[10]

## Verwendung
Das Holz der Virginische Hopfenbuche hat eine hohe Qualität, aufgrund der geringen Größe der Bäume aber keine große wirtschaftliche Bedeutung. Das zähe, extrem harte Holz (daher der englische Name „Ironwood“) wird häufig zur Herstellung von Werkzeugstielen verwendet. Von der indigenen Bevölkerung ist auch eine medizinische Verwendung bekannt.